# Parti nádtippan
A parti nádtippan (Calamagrostis pseudophragmites) az egyszikűek (Liliopsida) osztályának perjevirágúak (Poales) rendjébe, ezen belül a perjefélék (Poaceae) családjába tartozó faj. Gyakran nádperjének is nevezik – nem annyira termete, mint inkább a perjefélék hasonló gyakorisága miatt.

## Származása, elterjedése
Magyarország hegyvidékein nem fordul elő, csak a Nyugat- és Dél-Dunántúlon, a Kisalföldön és az Alföldön, de helyenként tömeges.

## Megjelenése, felépítése
Gyökérzete tarack.
Levelei 3–10 mm szélesek, az ereiken sűrűn álló, apró szőröktől érdesek, szürkészöldek.
Enyhén kúpos, 8–35 cm hosszú, gyakran bókoló bugavirágzata mintegy 80 cm magas szalmaszár végén lengedezik. A virágzat pelyvái ár alakúak. A pelyvák egyenlőtlenek (a felső hossza az alsó 3/4-e). A külső toklász szálkája 1–3 mm-es, a kallusz 4–6 mm-es szőrei közül kiáll. A csúcs két apró foga között ered, a pelyva csúcsáig ér.

## Életmódja, termőhelye
Hemikrofita–geofita faj. Kavicsos-homokos partokon az ártéri szegélynövényzet jellemző eleme. Nedves réteken, lecsapolt mocsárréteken is állományalkotó mennyiségben fordulhat elő. Július–augusztusban virágzik. Típusos pionír növény; az éghajlati szélsőségeket jól tűri.

## Felhasználása
Fényes száraz bugáit szárazvirágnak árusítják, illetve kötik koszorúkba. Nedves kertrészekbe ültetik is; tarackjairól jól szaporítható.